# Ciatolípids
Els ciatolípids (Cyatholipidae) són una família d'aranyes araneomorfes. Van ser descoberts ja a la darreria del segle xix a Àfrica, va ser descrita per primera vegada per Eugène Simon el 1894.
Viuen en boscos de muntanya, en ambients humits, tot i que algunes espècies, com Scharffia rossi, són pròpies d'hàbitats més secs, com la sabana. La majoria dels ciatolípids fan teranyines en llençol. Moltes de les espècies ocupen gran zones de l'Àfrica i Madagascar, algunes es troben a Nova Zelanda i Austràlia oriental i una, Pokennips dentipes, és de Jamaica.

## Sistemàtica
Segons el World Spider Catalog amb data de 9 de febrer de 2019, aquesta família té reconeguts 23 gèneres i 58 espècies. En els darrers anys no s'han produït canvis, ja que el 27 de novembre de 2006 i hi havia el mateix número.
- Alaranea Griswold, 1997 (Madagascar)
- Buibui Griswold, 2001 (Africa)
- Cyatholipus Simon, 1894 (Sud-àfrica)
- Hanea Forster, 1988 (Nova Zelanda)
- Ilisoa Griswold, 1987 (Sud-àfrica)
- Isicabu Griswold, 1987 (Àfrica)
- Kubwa Griswold, 2001 (Tanzània)
- Lordhowea Griswold, 2001 (Illa de Lord Howe)
- Matilda Forster, 1988 (Austràlia)
- Pembatatu Griswold, 2001 (Àfrica)
- Pokennips Griswold, 2001 (Jamaica)
- Scharffia Griswold, 1997 (Àfrica)
- Teemenaarus Davies, 1978 (Austràlia)
- Tekella Urquhart, 1894 (Nova Zelanda)
- Tekellatus Wunderlich, 1978 (Austràlia)
- Tekelloides Forster, 1988 (Nova Zelanda)
- Toddiana Forster, 1988 (Austràlia)
- Ubacisi Griswold, 2001 (Sud-àfrica)
- Ulwembua Griswold, 1987 (Àfrica, Madagascar)
- Umwani Griswold, 2001 (Àfrica)
- Uvik Griswold, 2001 (Àfrica)
- Vazaha Griswold, 1997 (Madagascar)
- Wanzia Griswold, 1998 (Camerun, Bioko)

### Fòssils
Segons el World Spider Catalog versió 19.0 (2018), existeixen els següents gèneres fòssils:
- †Balticolipus Wunderlich, 2004
- †Cyathosuccinus Wunderlich, 2004
- †Erigolipus Wunderlich, 2004
- †Spinilipus Wunderlich, 1993
- †Succinilipus Wunderlich, 1993

### Superfamílies
Els ciatolípids havien format part de la superfamília dels araneoïdeus (Araneoidea), al costat de tretze famílies més entre les quals cal destacar pel seu nombre d'espècies: linífids, aranèids, terídids, tetragnàtids i nestícids.
Les aranyes, tradicionalment, havien estat classificades en famílies que van ser agrupades en superfamílies. Quan es van aplicar anàlisis més rigorosos, com la cladística, es va fer evident que la major part de les principals agrupacions utilitzades durant el segle XX no eren compatibles amb les noves dades. Actualment, els llistats d'aranyes, com ara el World Spider Catalog, ja ignoren la classificació de superfamílies.